# Brue-Auriac
Brue-Auriac är en kommun i departementet Var i regionen Provence-Alpes-Côte d'Azur i sydöstra Frankrike. Kommunen ligger i kantonen Barjols som tillhör arrondissementet Brignoles. År 2022 hade Brue-Auriac 1 456 invånare.

## Befolkningsutveckling
Antalet invånare i kommunen Brue-Auriac
| Referens: INSEE |